# Сатир Дріада
Сатир Дріада (Minois dryas) — вид денних метеликів родини сонцевиків (Nymphalidae).

## Поширення
Вид поширений у Південній, Центральній та Східній Європі і помірній Азії від Іспанії до Японії. В Україні трапляється у лісовій та лісостеповій зонах.

## Опис
Довжина переднього крила 22-34 мм, розмах крил 45-63 мм. Крила самців темно-бурого забарвлення. На передньому крилі виділяються два чорних вічка з блакитними зіницями, на задньому крилі помітна темна перев'язь. Самиця забарвлена трохи світліше самця. Крила самиці коричневі; вічкасті плями на передньому крилі значно більші, між ними є одна-дві дрібних білих плямочки з темним обідком. Нижня сторона крил самиці — бура, вкрита дрібними плямами. Візерунок повторює верхню сторону крил. Темна перев'язь виражена чіткіше, ніж у самця. Заднє крило приблизно навпіл розділяється нечіткою хвилястою лінією. Внутрішня частина крила дещо темніша зовнішньої.

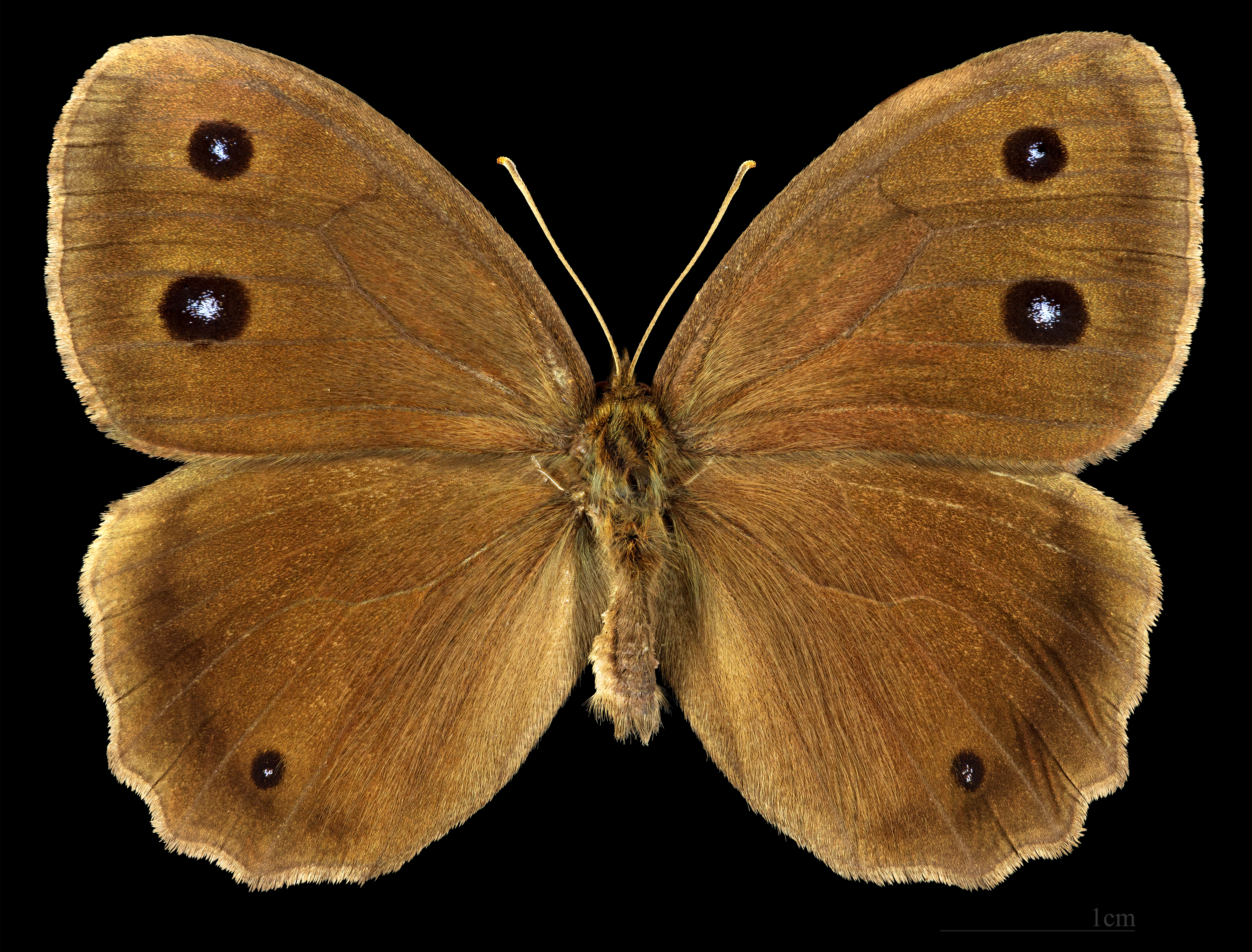
Minois dryas ♂
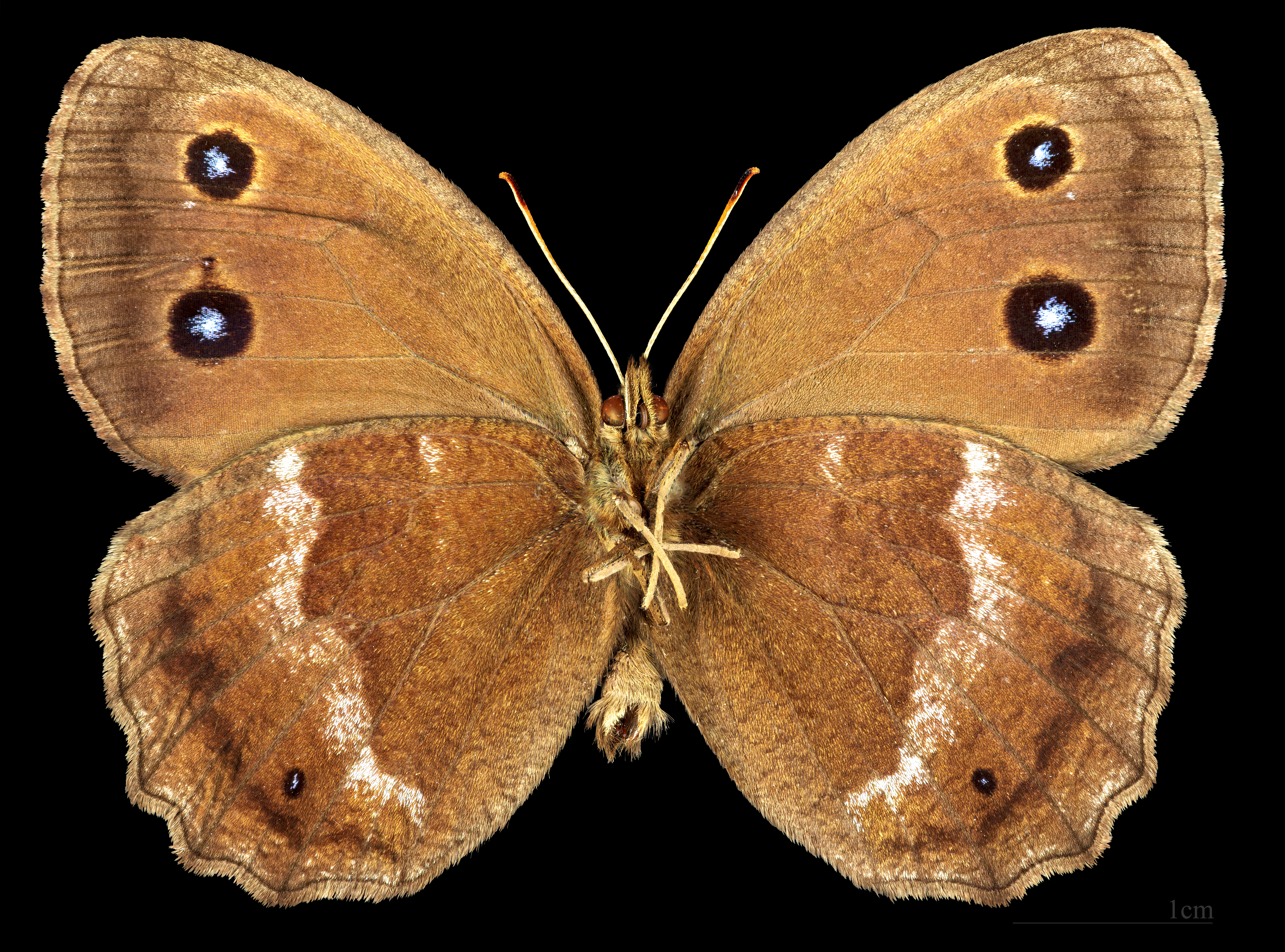
Minois dryas ♂   △

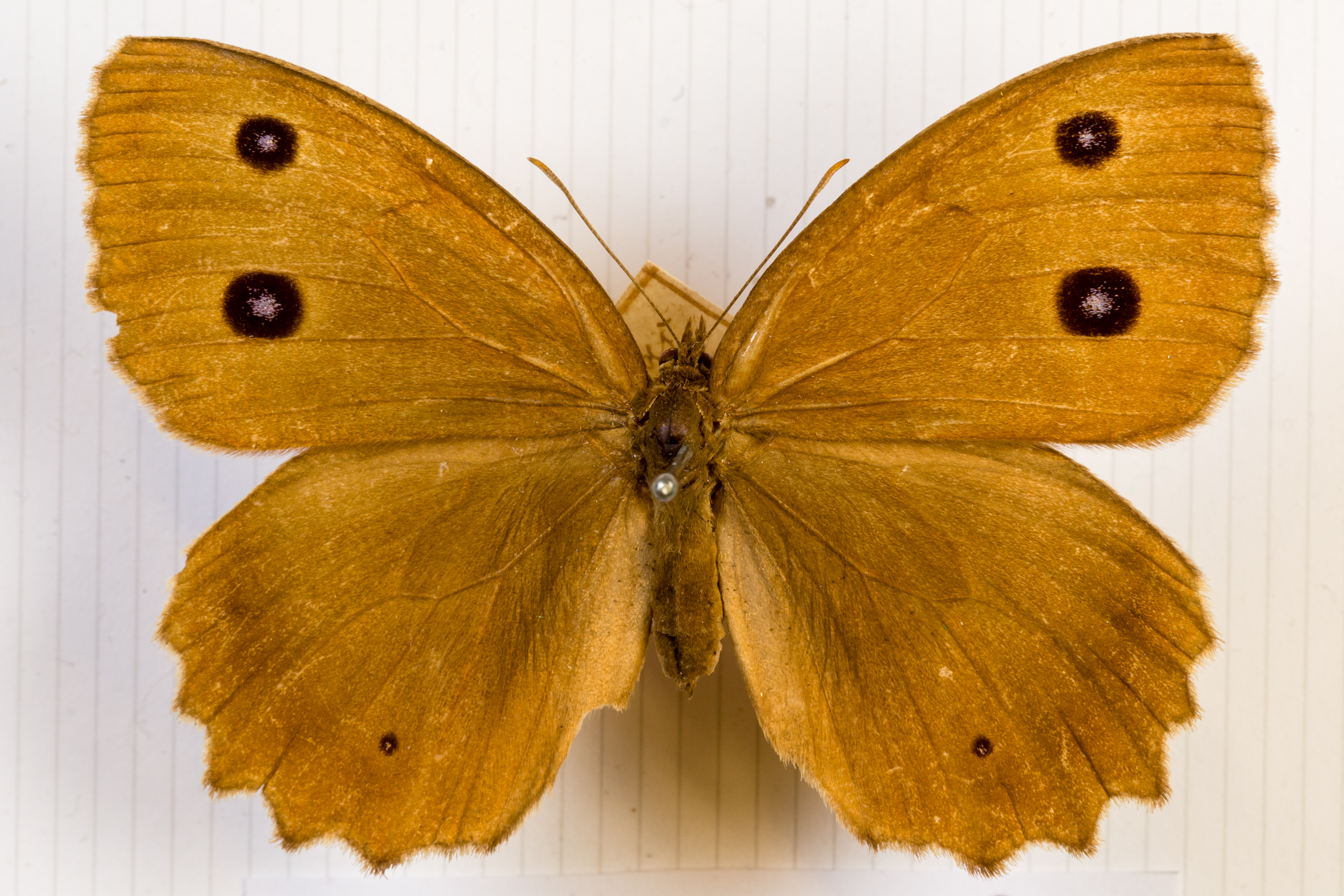
Самиця

## Спосіб життя
Метелики літають у липні-серпні. Трапляються на вологих луках, торфовищах, полянах та узліссях. Гусениці живляться різними видами злакових. Серед кормових рослин — стоколос, куничник, осока, костриця, тонконіг, грястиця, овес, рис, райграс, молінія. Зимує гусениця другого віку. Заляльковується у червні у ґрунті.